# Rudolf Schöfberger
Rudolf Schöfberger (* 29. Juni 1935 in München; † 9. November 2019 ebenda) war ein deutscher Jurist und Politiker (SPD).

## Leben
Schöfberger wurde als Sohn eines Elektromeisters geboren. Nach der Mittleren Reife an der Ludwig-Oberrealschule in München trat er in den mittleren Dienst der Deutschen Bundespost ein, wurde zunächst Facharbeiter und arbeitete schließlich als Postassistent. Ab 1955 besuchte er eine Abendschule, an der er 1957 das Abitur bestand. Anschließend nahm er ein Studium der Rechtswissenschaft an der Ludwig-Maximilians-Universität München auf, das er 1963 mit dem ersten und 1967 mit dem zweiten juristischen Staatsexamen beendete. Daneben studierte er von 1959 bis 1963 Politische Wissenschaften an der Hochschule für Politik in München. Während seines Studiums verdingte er sich als Werkstudent im Nachtdienst in einem Labor der Siemens AG.
Schöfberger trat 1967 als Regierungsassessor in den bayerischen Verwaltungsdienst ein und war 1969/70 als Regierungsrat bei der Regierung von Oberbayern tätig. Er promovierte 1971 mit der Arbeit Das Grundrecht auf Naturgenuß und Erholung zum Dr. jur. und arbeitete im Anschluss als Rechtsanwalt. 1971 fungierte er als Präsident der Deutschen Liga für Menschenrechte.

## Partei
Schöfberger schloss sich den Jungsozialisten an und trat 1959 in die SPD ein. Er war seit 1964 Vorsitzender der Jungsozialisten Südbayern und wurde 1967 zum Landesvorsitzenden der bayerischen Jungsozialisten gewählt. Von 1970 bis 1972 war er stellvertretender Vorsitzender des SPD-Unterbezirkes München, den er von 1972 bis 1976 als Vorsitzender leitete. Im September 1985 wurde er vom SPD-Landesvorstand Bayern, dem er seit 1968 angehörte, als Nachfolger von Helmut Rothemund zum Landesvorsitzenden der Sozialdemokraten gewählt. Im April 1991 wurde er in dieser Funktion von Renate Schmidt abgelöst.

## Abgeordneter
Schöfberger war von 1966 bis zu seiner Mandatsniederlegung am 7. Dezember 1972 Mitglied des Bayerischen Landtages. Dem Deutschen Bundestag gehörte er von 1972 bis 1994 an. Von 1972 bis 1976 vertrat er im Parlament den Wahlkreis München-Süd. Von 1976 bis 1994 war er über die Landesliste Bayern in den Bundestag eingezogen.

## Auszeichnungen
Schöfberger war der erste Preisträger des Wilhelm-Dröscher-Preises.
1989 lehnte er den Bayerischen Verdienstorden ab.